# 桜庭裕一郎
桜庭 裕一郎（さくらば ゆういちろう、1977年11月3日 - ）は、当時TOKIOの長瀬智也が演じるフジテレビ系テレビドラマ『ムコ殿』の主人公である架空の歌手。大阪出身。レコード会社はユニバーサルミュージック所属。
現実世界で2001年5月18日に発売した写真集『桜庭裕一郎 写真集』はオリコンの週間書籍チャートで総合1位を獲得した。
2001年5月20日には、ドラマの撮影を兼ねて現実に「桜庭裕一郎握手会」がTFTビルにて行われた。長瀬が握手会を行ったのはこれが初めてのことであった。

## 設定

### 2001年版での設定
- 本名：新井（旧姓：桜庭）裕一郎
- 生年月日：1977年11月13日[3]
- 大阪出身だが、世間では東京出身ということになっている[4]。なお、『桜庭裕一郎 写真集』に記載されているプロフィールでは出身地は東京都になっている[3]。
- 幼少期に父親が愛人と蒸発。母親・美紗子は裕一郎を養う為にスナックで働くが、過労が元で他界。
- 母親の葬儀の最中に後の所属事務所「オフィスガッツ」社長・小峰卓郎（つんく）と出会う。その際、小峰からギターを手渡される。
- 上京後、ストリートミュージシャンとして路上での活動を経て、「オフィスガッツ」に入る。
- 1998年6月28日、『HERE I AM』でメジャーデビュー。
- 2001年に学校の校長だった新井真澄（宇津井健）の四女・さくら（竹内結子）と結婚。

### 2003年版での設定
- 本名：石原（旧姓：鮫肌）裕一郎
- 生年月日：1977年10月10日[5]
- 出身地：大阪[5]
- 血液型：AB型[5]
- 幼少期に母親・芙美子（風吹ジュン）が桜庭を置いて男と共に駆け落ち。
- やがて筋山通子（松下由樹）が経営する芸能事務所「オフィストライアングル」から歌手デビュー。
- 1996年6月、『HERE I AM』でCDデビュー。
- 2003年に産婦人科医である石原守（黒沢年雄）の次女で図書館司書の南（酒井法子）と結婚。

### 共通の設定
- 大阪の児童養護施設で育つ。
- 「抱かれたい男No.1」に常に選ばれる天涯孤独のカリスマスター。
- クールな性格とは対照的に、素顔は人情に弱い熱血漢。

### 主演した連続テレビドラマ
設定上、主演したとされる連続テレビドラマ作品は以下のとおり（2001年版）。
- SECRET（1999年7月13日からJW系全国ネット・水曜日22時枠で放送。全12話。平均視聴率20.5%[3]）
- 月の環 c.moon（1999年10月10日からTJ系全国ネット・木曜日21時枠で放送。全11話。平均視聴率22.8%[3]）
- 嘘と罠（2000年4月12日からBOO系全国ネット・水曜日22時枠で放送。全12話。平均視聴率28.6%[3]）

### ディスコグラフィー
設定上、発売したとされるCDは以下のとおり。

#### 2001年版
シングル
1. HERE I AM（1998年6月28日発売、売上130万枚[3]）
2. ソラノハテマデ（1998年11月15日発売、売上75万枚[3]）
3. going my way（1999年8月25日発売、「SECRET」挿入歌。売上220万枚[3]）
4. blue moon（1999年11月22日発売、「月の環 c.moon」主題歌。売上233万枚[3]）
5. 疾走する哀しみ（2000年1月1日発売、売上140万枚[3]）
6. 危険な罠（2000年4月28日発売、「嘘と罠」主題歌。売上180万枚[3]）
7. 未だ見ぬあなたへ（2000年11月12日発売、売上270万枚[3]）
8. ひとりぼっちのハブラシ（2001年4月12日発売、チャート初登場1位[3]）

アルバム
1. BORN TO RUN（1999年4月22日発売、売上160万枚[3]）
2. ETERNAL TRUTH（2000年3月24日発売、売上520万枚[3]）

#### 2003年版
シングル
1. HERE I AM（1996年6月発売[6]）
2. ソラノハテマデ（1996年11月発売[6]）
3. going my way（1997年8月発売[6]）
4. blue moon（1997年11月発売[6]）
5. 疾走する哀しみ（1998年1月発売[6]）
6. 危険な罠（1998年4月発売[6]）
7. 未だ見ぬあなたへ（1998年11月発売[6]）

## 出演

### テレビ
- HEY!HEY!HEY! MUSIC CHAMP（2001年6月18日放送[7]）
- ミュージックフェア（2003年5月17日放送、柳ジョージと共演）
- 堂本兄弟（2003年5月4日放送[8]）
- 「ムコ殿2003」
  - 劇中劇「ナンバーワン」（2003年5月22日放送）
  - 「あなたに会いたくて」（2003年6月5日放送）

### ラジオ
- @llnightnippon.com（2001年5月22日放送）
ラジオ局のディレクター・新井さつき（篠原涼子）や小峰も出演。「ひとりぼっちのハブラシ」の弾き語りも。

### CM
- KDDI（2003年） - ドラマの劇中で制作したCMが放映された[9]

## 音楽
現実世界では以下のシングル2枚を発売したほか、オリジナル・サウンドトラック「ムコ殿」や「ムコ殿2003」にも楽曲が収録されている。
1. ひとりぼっちのハブラシ（2001年5月30日発売、TOKIO「メッセージ」と両A面マキシシングル）
2. お前やないと あかんねん（2003年4月30日発売）

## 書籍
- 桜庭裕一郎 写真集（2001年5月発売、角川書店刊、木村直軌撮影、ISBN 978-4048533713）